# Mamma Mia! The Movie Soundtrack Featuring the Songs of ABBA

## Mamma Mia!
Mamma Mia! The Movie Soundtrack Featuring the Songs of ABBA (Mamma Mia! La Banda sonora, con canciones de ABBA) es la banda sonora de la película Mamma Mia!, basado en el musical del mismo nombre. Contiene canciones de los actores de la película incluyendo a Meryl Streep, Amanda Seyfried, Pierce Brosnan, , Colin Firth, Julie Walters, Stellan Skarsgaard y Christine Baranski.

## Características
La banda sonora fue lanzada mundialmente el 8 de julio del 2008 por Polydor Records.
Las canciones "Under Attack", "One Of Us" y "Knowing Me, Knowing You" fueron retiradas del guion de la película, y "Thank You For The Music" fue retirada del show, para ser añadida en los créditos del final.
Las versiones instrumentales de "Under Attack" y "Knowing Me, Knowing You" son escuchadas en varias escenas de la película. "Waterloo" y "I Do, I Do, I Do, I Do, I Do" fueron filmadas, pero no añadidas a la banda sonora.
Fue anunciando que la escena de Sophie y Bill cantando "The Name Of The Game" fue eliminada de la película. La escena será lanzada como edición especial junto al DVD cuando sea lanzado. Sin embargo, "The Name of the Game" sigue en la lista de la banda sonora. "When All Is Said And Done", fue incluida en la película como canción nueva, la cual no está presente en la obra de teatro. "When All Is Said and Done" fue el último éxito de ABBA en Estados Unidos.

## Lista de canciones
1. Honey, Honey
2. Thank You For The Music
3. Money, Money, Money
4. Mamma Mia
5. Chiquitita
6. Dancing Queen
7. Our Last Summer
8. Lay All Your Love On Me
9. Super Trouper
10. Gimme! Gimme! Gimme!
11. The Name Of The Game
12. Voulez-Vous
13. S.O.S
14. Does Your Mother Know
15. Slipping Through My Fingers
16. The Winner Takes It All
17. I do, I do, I do
18. When All Is Said And Done
19. Take A Chance On Me
20. I Have A Dream
21. Waterloo
22. When I kissed the teacher
23. I wonder
24. One of us
25. I’ve been waiting for you
26. My love, My life

## Listas de popularidad
En iTunes, esta banda sonora entró, en la primera semana, en el Top 10 de las bandas sonoras. No obstante, el 20 de julio saltó al n.º 1 en la lista de los álbumes más vendidos en iTunes.
El álbum ya ha alcanzado posiciones dentro del Top 10 en varios países como el Reino Unido, Irlanda, Australia, Nueva Zelanda, entre otros.

## Mamma Mia!: Here Go Again!
Las canciones que se utilizan en esta película hacen mención total al grupo sueco ABBA, pero más allá de solo utilizarlas como instrumento para explicar la trama de la película, también tienen un significado debido a la historia que predice a las mismas. La mayoría de estas canciones tuvireon gran influencia de varios países que seguían el género musical del pop, aún más si se trataba de adolescentes de los 70`s y 80`s.

### Lista de canciones
-  When I kiss the teacher
Escrita y producida por Benny Anderson y Bjorn, grabada el 14 de junio de 1976. En un inicio, la canción tenía el nombre de “Rio de Janeiro”, e incluido en el álbum “Arrival”. Fue promocionada como el sencillo de la gira a Europa y Australia de 1980. 
- I Wonder
Fue escrita por Benny Anderson y producida junto con Bjorn. En un principio fue grabada como un fragmento de “The Girl With The Golden Hair” en 1977, grabada el 2 de agosto del mismo año en Marcus Music en Estocolmo, incluido en el álbum “The Album”. La canción narra la historia de una mujer que debe dejar atrás todo lo que conoce para poder perseguir algo más grande.
- One of Us
Grabada el 21 de octubre de 1981, escrita por Benny Anderson y Bjorn. Trata de como una mujer y hombre terminan su relación. Incluido en el álbum “The Visitors”. Recién en 1982 se pudo ver el vídeo de dicha canción. 
- Waterloo
En un principio fue llamada “Honey Pie”, incluido en el álbum “Waterloo”, grabada en Epic & Atlantic studios. Waterloo ganó Eurovisión el 6 de abril de 1974. Trata sobre una chica que está a punto de darse por vencida en un romance, como Napoleón lo hizo en la batalla de Waterloo en 1815. 
- I Have a Dream
Escrita y producida por Benny Anderson el 15 de marzo de 1979 y lanzada como single en diciembre del mismo año. La canción habla sobre la esperanza que debemos tener en la vida y en el futuro. El título de esta canción fue tomada de la expresión de Martin Luther King Jr en su histórico discurso de 1963. En esta interpretación el cuarteto ABBA es acompañado por el coro de la Escuela Internacional de Estocolmo. 
- Kisses on Fire
Escrita y producida por Benny Anderson y Bjorn, y grabada el 10 de diciembre de 1978 en los estudios Polar Music, incluida en el álbum “Voulez Vous”. Hablando de su letra, habla de una mujer que expresa lo que pasa cuando su pareja la besa. 
- Andante, andante
Escrita y producida por Benny Anderson y Bjorn, perteneciente al álbum “Super Trouper”, teniendo inicialmente el nombre de “Hold Me Close”, grabada en los estudios Polar Music.  La canción trata de una mujer que le dice a su pareja que ahora la vida en sencilla a su lado y continuaran andando juntos.
Se empezó a grabar el 23 de marzo de 1976, en los estudios Metronome. En primera instancia fue llamada “Ring It In”, luego cambiada a “Numbre one, Number one” para, finalmente, ser nombrada “Knowing me, Knowing you” por Stig Anderson. Tenía como temática la de tratar rupturas amorosas, escrita por Bjorn. Según entrevistas, Bjorn mencionó que la canción tenía 90% de ficción, debido a que la relacionaban con su estado emocional del  momento. 
- Angel Eyes 
Proveniente del álbum “Voulez Vous” de 1978, escrita por Benny y Bjorn, fue grabada en los estudios Polar Music. La canción cuenta la historia de un hombre que conquista a cualquier mujer que se le cruce con tal solo su mirada, tema que se situó en primer lugar en Costa Rica y Bélgica, debido al impacto que tenía esta en los jóvenes de la época.  
- Mamma Mia
Canción escrita el 12 de marzo de 1975, se colocó como la número 1 en Australia, Irlanda, Suiza, Bélgica y Austria.  Grabada en el estudio Metronome, la canción habla acerca de la decepción amorosa de una mujer, la cual tiene que decidir entre dejarlo ir o no. El video de esta canción se grabó en Estocolmo entre el 28 y 29 de abril de 1975. 
- Dancing Queen
Fue lanzada en 1976, dentro del álbum “Arrival”. Escrita por Benny Anderson y Bjron y Stig Anderson. Cuenta la historia de una joven adolescente que se divierte despreocupadamente de todo lo que la rodea. Se situó como la número 1 en Alemania, Austria, Bélgica, Suiza, Irlanda, Países Bajos, Australia, Nueva Zelanda y Argentina. 
- I`ve been waiting for you            
Se lanzó el 15 de septiembre de 1975, escrita por Benny Anderson y Bjorn dentro del álbum “So Long”. Esta canción cerraba los conciertos del grupo hasta 1977, donde la dejaron de lado por su baja popularidad. 
- Fernando
Publicada el 17 de marzo de 1976, con la finalidad de publicitar su primer compilado de grandes éxitos. Esta canción nace cuando Anni – Fird decide grabar como solista, así promocionando su disco “Firda ensam”. Esta canción cuenta la historia de un hombre que pierde a su mujer, el cual es consolado por sus amigos y amigas. 
- My Love, My Life
Escrita por Benny Anderson, Bjorn y Stig Anderson fue grabada el 20 de agosto de 1976 en Metronome estudio. En sus inicios fue llamada “Monsieur, Monsieur” e incluida en el álbum “Arrival”. 
- Super Trouper
Publicada el 1 de noviembre de 1980, y escrita en honor a los focos y luminarias que iluminaban los escenarios. Fue escrita por Benny Anderson y Bjorn. La canción cuenta la historia de una artista que vive a todo furor su momento, sin importar ninguna de las complicaciones que se le podrían presentar.